# インフレーション時代
インフレーション時代(Inflationary epoch)は、初期宇宙の進化において、宇宙が急速に拡大（宇宙のインフレーション）した時代である。この急激な拡大は、初期宇宙の直径を少なくとも1026倍も増加させ、この時点で大きさは100mにもなった。
この拡大は、ビッグバンから約10-36秒後、前の大統一時代の終わりに起こった相転移が引き金になったと考えられている。この相転移の理論的な帰結の1つは、インフレーション場と呼ばれるスカラー場である。この場が宇宙全体で最低のエネルギー状態にあったことで、時空の構造の急激な拡大を引き起こす反発力が生まれた。この拡大は、宇宙にインフレーション時代がなかったと仮定すると説明するのが困難な、現在の宇宙のいくつかの性質を説明する。
インフレーション時代がいつ終了したかは正確には分かっていないが、ビッグバンの10-36秒後から10-32秒後であると考えられている。宇宙の急速な拡大は、大統一時代から残る素粒子が非常にまばらに分散したことを意味する。しかし、インフレーション時代の終わりにインフレーション場の巨大な位置エネルギーが解放され、再び宇宙は濃く熱いクォークグルーオンプラズマに満たされ、電弱時代が始まった。